# 獨立移民鎮 (巴拉圭)
獨立移民鎮（西班牙語：Colonia Independencia），是巴拉圭的城鎮，位於該國東南部，由瓜伊拉省負責管轄，距離亞松森180公里，面積491平方公里，2002年人口22,351，人口密度每平方公里45.52人。
25°43′S 56°14′W / 25.717°S 56.233°W